# لیتووانی
لیتووانی (به چکی: Litovany) یک منطقهٔ مسکونی در جمهوری چک است که در منطقه تربیچ واقع شده‌است.
 لیتووانی ۶٫۶۵ کیلومتر مربع مساحت و ۱۳۶ نفر جمعیت دارد و ۴۱۳ متر بالاتر از سطح دریا واقع شده‌است.